# Розова американска малина
Розовата американска малина (Rubus spectabilis), известна и като сьомгова малина (salmonberry), е вид къпина (Rubus) от семейство Розови (Rosaceae), родом от западния бряг на Северна Америка – от западна централна Аляска до Калифорния, навътре до Айдахо.

## Употреба
Розовата американска малина е годна за консумация и споделя плодовата структура на малината, като плодовете се отдалечават от чашката. Плодовете са наричани „безвкусни“, но в зависимост от зрелостта и мястото на хранене, те се консумират добре сурови и когато се преработват в сладко, бонбони, желе и вино. Индианците и ранните изследователи също са яли младите филизи. Традиционно плодовете се консумират със сьомга или се смесват с мазнина от eulachon (вид морска риба) или хайвер от сьомга. Те не са подходящи за сушене поради високото си съдържание на влага.

## Галерия
- Всеки цвят има от 75 до 100 тичинки
- Ствол
- Листа
- Зрели плодове
- Гевгир с плодове